# Ian MacArthur
Ian MacArthur, né le 17 mai 1925 et mort le 30 novembre 2007, est un homme politique britannique, membre du Parti conservateur. Il représente la circonscription de Perth and East Perthshire (en) à la Chambre des communes du Royaume-Uni de 1959 à 1974.

## Biographie et carrière
Ian MacArthur est le fils du lieutenant-général William MacArthur (en). Il étudie à Cheltenham College (Gloucestershire) et à The Queen's College (Oxford). Il travaille ensuite comme directeur adjoint d'une entreprise de marketing et de publicité.
MacArthur se présente deux fois dans la circonscription de Greenlock (en) : aux élections générales de 1955 puis à l'élection partielle (en) de la même année. Il est député de Perth and East Perthshire (en) de 1959 à octobre 1974, où il est battu de 793 voix par Douglas Crawford (en) du Parti national écossais.
À la Chambre des communes, MacArthur est whip de 1963 à 1965 et lord commissaire du Trésor de 1963 à 1964.
Ian MacArthur épouse Judith Miller en 1957. Il a sept enfants : Niall MacArthur (fondateur de EAT.), Alex MacArthur, Duncan MacArthur, Ruaidhri MacArthur, Lucy MacArthur, Janie MacArthur et Gavin MacArthur.

## Sources
- (en) Cet article est partiellement ou en totalité issu de l’article de Wikipédia en anglais intitulé « Ian MacArthur » (voir la liste des auteurs).
- (en) John Barnes, « Ian MacArthur (1925 - 2007) », 31 décembre 2008 (consulté le 25 novembre 2017).
- (en) Times Guide to the House of Commons, 1966 et octobre 1974.
- (en) « The House of Commons constituencies beginning with "P" », sur www.leighrayment.com, 15 juin 2017 (consulté le 25 novembre 2017) : voir « Perth & East Perkshire ».